# Hana El Zahed
Hana El Zahed (El Cairo, 5 de enero de 1994) es una actriz egipcia.

## Biografía
El Zahed nació en 1994. Debutó actoralmente en la película Al Meshakhsaty en 2003. En 2009, interpretó a la nieta del actor Mohamed Sobhi en la serie de televisión Yawmeyat Wanees we Ahfadoh. Posteriormente, tomó un descanso en su carrera como actriz. Describió el comienzo de su carrera artística como no planeado y más bien "por pura coincidencia".
Reanudó su carrera en la película Jimmy's Plan en 2014. Ese mismo año, fue elegida para la serie de televisión Farq Tawqit de Tamer Hosny.  En 2015, tuvo papeles en las series de televisión Alf Leila wa Leila, Mawlana El-aasheq y El Boyoot Asrar. Al año siguiente, protagonizó Al Mizan. En mayo de 2017, protagonizó la serie de televisión Fel La La Land, escrita por Mustafa Saqr y dirigida por Ahmed el-Gendy. La serie se convirtió en una de las más vistas de Egipto en Youtube. También obtuvo un papel en la obra Ahlan Ramadan. En 2018, protagonizó la película Sons of Adam.
En febrero de 2019, interpretó a Gamila en la película Love Story y protagonizó la serie de televisión El wad sayed el shahat en mayo, junto a su prometido Ahmed Fahmy. Se casó con Fahmy el 11 de septiembre de 2019 en una fastuosa ceremonia, con Mohamed Hamaki interpretando sus canciones. Durante su luna de miel, fue hospitalizada con un virus estomacal en Singapur.
En 2020, protagonizó la película de comedia y fantasía The Washing Machine junto a Mahmoud Hemida. Fue dirigida por Essam Abdel Hamid y se desarrolla en el futuro. La filmación recibió críticas por tener lugar en medio de la pandemia de COVID-19. En julio de 2020, se reportó que fue acosada verbalmente por hombres en un camión mientras conducía fuera de El Cairo.

## Filmografía

### Cine
- 2003 : Al Meshakhsaty
- 2014 : Jimmy's Plan
- 2018 : Sons of Adam
- 2019 : Love Story
- 2020 : The Washing Machine[12]

### Televisión
- 2009 : Yawmeyat Wanees we Ahfadoh
- 2014 : Farq Tawqit
- 2015 : Mawlana El-aasheq
- 2015 : Alf Leila wa Leila
- 2015 : El Boyoot Asrar
- 2016 : Mamoun we shoraka
- 2016 : Al Mizan
- 2017 : Fel La La Land
- 2018 : Sok ala Khwatak
- 2019 : El wad sayed el shahat